# ミサイルコマンド
『ミサイルコマンド』 (Missile Command) は、1980年にアタリが発売したアーケードゲームである。固定画面のシューティングゲームで、弾道弾迎撃ミサイル (ABM) を模した内容となっている。

## 内容
トラックボールで照準の移動を行い、画面下部の両端と中央に設置された3つの砲台基地に割り当てられた3ボタンで迎撃ミサイルの発射を操作し、画面上部から降って来る敵ミサイルを破壊する。迎撃ミサイルは、砲台基地毎に発射数が決まっている。3つの砲台の間には都市が計6つあり、すべて破壊されるとゲームオーバーとなる。
迎撃ミサイルはボタンを押下時に合照位置へ飛び、その位置で爆発（自爆）して爆風が発生する。敵ミサイルが迎撃ミサイルの爆風に巻き込まれると、誘爆してさらに爆風を巻き起こす。難易度が上がってくると、基地の残弾よりも敵ミサイルの方が多くなってくるので、精密な射撃に加えて敵ミサイルの出現パターンに合わせた誘爆テクニックの習得が必須となる。序盤は無駄弾を撃っても余裕があるので、弾幕を張ることで練習できる。
ステージが進むと、敵ミサイルの降って来る数と速度が増す。また、敵ミサイルには降って来る途中で多弾頭化するもの（どれがそうなのかは判別できない）や移動する敵から放たれるもの、迎撃ミサイルをある程度よけるものなどがあり、ステージが進むと徐々に難しくなる。
日本国内での販売はセガ（後のセガ・インタラクティブ）とタイトーが行ない、それぞれのメーカー専用筐体を出していた。セガが販売していたテーブル筐体の定価は72万円。タイトーが販売していたアップライト筐体は19インチカラーモニタを使用しており、定価は99万円であった。
なお、128面で敵ミサイルの速さは1面と同じになり、都市が1つでも残っていればすべて元に戻るようになる。また、256面以降はボーナス倍率が0倍と表示され、ボーナススコアが異常に大量に入る。

## 備考
後年、アメリカやヨーロッパでは3DCG風のアップデート版『ミサイルコマンド3D』やiPhone/iPod Touch用アプリがリリースされたほか、日本では1990年代後半にWindows向けとしてフリーソフト化されていたこともある。

## 関連作品
- 『スペースタクティクス』（セガ）
- 『フューチャーフラッシュ』（ホーエイ→今のバンプレスト）
- 『LUNER CITY SOS!』（PC-8001投稿ゲーム）
- 『SDI』（セガ）
- 『サクラ大戦2 〜君、死にたもうことなかれ〜』（セガ）
  - ミニゲームとして、トマト畑を狙って襲来するカラスをかんしゃく玉で撃墜する、ミサイルコマンドクローンが収録されている。
- 『ゲームセンターあらし』
  - すがやみつるの漫画。主人公が本当の核戦争を本ゲームを用いて防ぐエピソードが存在する[3]。
- 『ターミネーター2』（1991年公開映画）のワンシーンに、ゲームセンターで主人公のジョン・コナーが本作をプレイしているシーンがある。
- 『CHUCK/チャック』（原題：Chuck）アメリカ合衆国のテレビドラマ　シーズン2エピソード5
- 『アリス・ギア・アイギス』
  - 2019年エイプリルフール限定ミニゲーム「CITY DEFENDER」という類似ゲームとして登場していた時期があった。